# Herman Gummerus

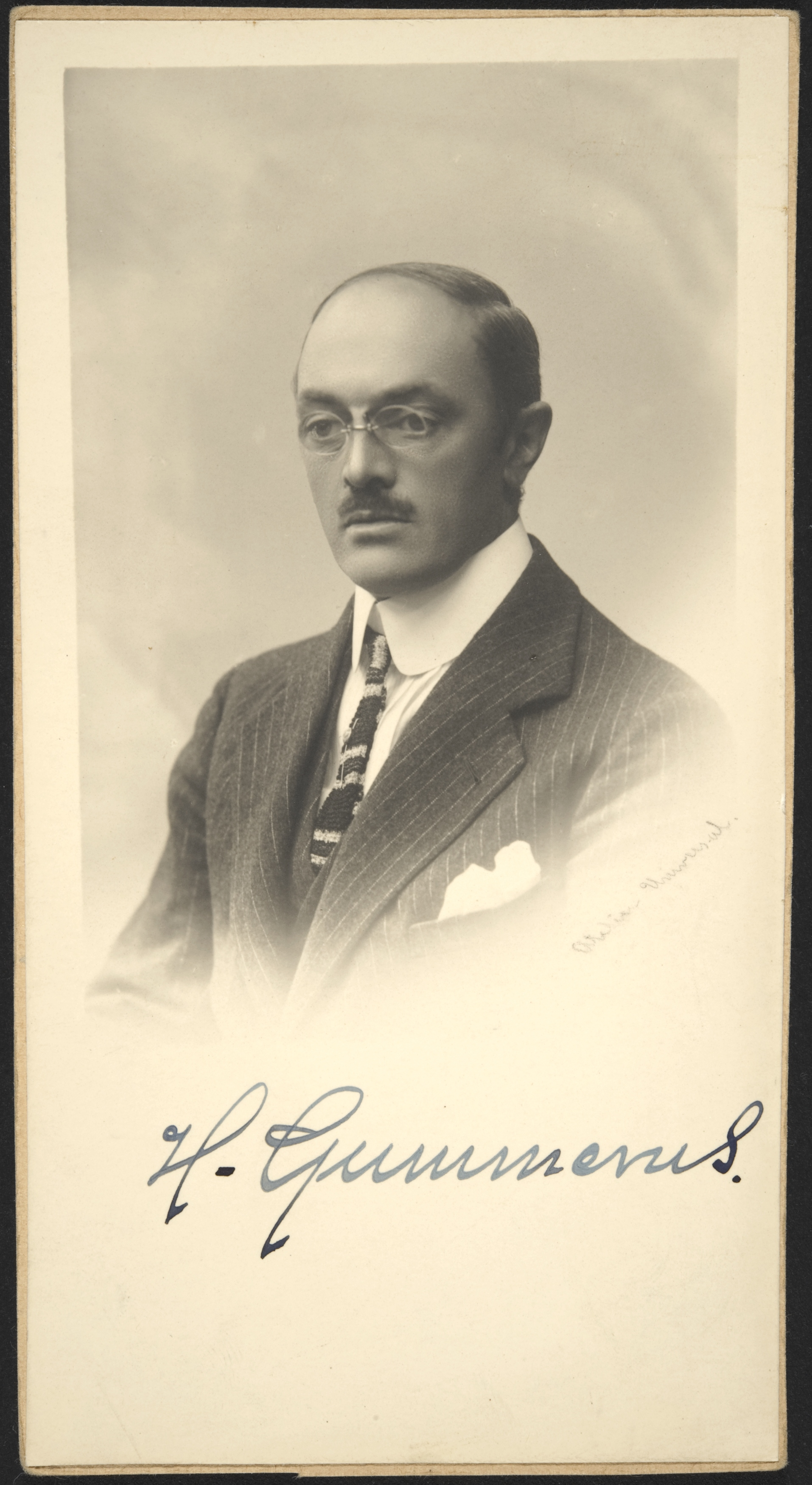
Herman Gummerus

Herman Gregorius Gummerus (* 24. Dezember 1877 in Sankt Petersburg; † 18. Juli 1948 in Helsinki) war ein finnischer Historiker und Diplomat.

## Leben
Gummerus, Sohn des Herman Erik Gummerus und der Olga Gummerus, studierte an der Universität Helsinki in Finnland;  1901 studierte er bei Eduard Meyer an der Universität Halle und später in Rom. Durch die Behörden von Nikolaus II. wurden seine separatistischen Bestrebungen, das Großfürstentum Finnland aus dem russischen Kaiserreich herauszulösen, 1904 mit Haft in der Peter-und-Paul-Festung geahndet.
Gummerus wurde 1906 mit der Arbeit Der römische Gutsbetrieb als wirtschaftlicher Organismus nach den Werken des Cato, Varro und Columella an der Universität Helsinki promoviert. 1910 wurde er von der Universität Helsinki habilitiert. Von 1911 bis 1920 als Dozent für lateinische Philologie sowie erneut ab 1926 als Dozent und von 1933 bis 1947 als Professor für Allgemeine Geschichte lehrte er an der Universität Helsinki, vor allem zur römischen (Wirtschafts-)Geschichte.

### Politische und diplomatische Tätigkeit
Er verlegte die Zeitschrift Framtid (Zukunft) und wurde ab 1915 im Büro der national-patriotischen Aktivisten-Bewegung, geleitet von dem finnischen Rechtsanwalt Friedrich Wetterhoff, der nach Berlin migriert war, beschäftigt. Das Wetterhoff Büro (Finnländische Kanzlei, Finnländisches Büro, Finnisches Büro) war eine von den deutschen Behörden geförderte Anlaufstelle finnischer Aktivisten. Von 1916 bis 1918 war er Leiter der Liga der Fremdvölker Rußlands und Vertreter der finnischen Separatisten in Stockholm. Von 1918 bis 1920 nach dem Friedensvertrag von Brest-Litowsk wurde er als finnischer Geschäftsträger in Kiew eingesetzt.
Am 21. November 1919 legte er seinen Akkreditierungsbrief bei Viktor Emanuel III. vor, nachdem letzterer am 27. Juni 1919 die finnische Regierung von Kaarlo Castrén anerkannt hatte. Herman Gummerus blieb bis 1925 in Italien, wo im Oktober 1922 der Marsch auf Rom stattfand.
Bei seiner Rückkehr nach Finnland wurde er Mitglied der Lapua-Bewegung, wurde aber von dieser, da er die schwedische Sprache pflegte, nicht an deren Verschwörung beteiligt und gehörte am 5. Juni 1932 zu den Gründern der ihr nachfolgenden Vaterländische Volksbewegung.
Seine Schwester, die Malerin Olga Elisabeth Ehrström-Gummerus (1876–1934), war mit dem Maler Eric Ehrström verheiratet.

## Schriften (Auswahl)
althistorische Schriften
- Der römische Gutsbetrieb als wirtschaftlicher Organismus nach der Werken des Cato, Varro und Columella (= Klio Beiheft 5). Leipzig 1906 (Digitalisat, Dissertation).
- Die Fronden der Kolonnen (= Öfversigt af Finska Vetenskaps-Societetens Förhandlingar 50, 1907–1908, Nr. 3). Helsingfors 1908 (Digitalisat, Habilitationsschrift).
- De Columella philosopho (= Öfversigt af Finska Vetenskaps-Societetens Förhandlingar 52, Abt. B. Nr. 2). Helsingfors 1910.
- Dädalus und das Tischlergewerbe (= Öfversigt af Finska Vetenskaps-Societetens Förhandlingar 55, Abt. B, Nr. 1). Helsingfors 1913.
- Darstellungen aus dem Handwerk auf römischen Grab- und Votivsteinen in Italien In:  Jahrbuch des Kaiserlich Deutschen Archäologischen Instituts 28, 1913, S. 63–126 (Digitalisat).
- Die römische Industrie. Wirtschaftsgeschichtliche Untersuchungen. I. Das Goldschmied- und Juweliergewerbe. In: Klio 14, 1914, S. 129–189 (Digitalisat).
- Industrie und Handel B. Bei den Römern. In: Paulys Realencyclopädie der classischen Altertumswissenschaft (RE). Band IX,2, Stuttgart 1916, Sp. 1439–1535.
- Die südgallische Terrasigillata-Industrie nach den Graffiti aus La Graufesenque (= Commentationes humanarum litterarum 3, 3). Finska vetenskapssocieteten, Helsingfors 1930
- Der Ärztestand im römischen Reiche nach den Inschriften 1 (= Commentationes humanarum litterarum 3, 6). Finska vetenskapssocieteten, Helsingfors 1932

sonstige Schriften
- Aktiva kampår. 1925.
- Jägare och aktivister. 1927.
- Sverige och Finland 1917/18. Holger Schildt, Stockholm 1936.
- Herausgeber von Biographien u. a. über Pehr Evind Svinhufvud, den finnischen Freiheitskämpfer Konni Zilliacus (1855–1924) und Marschal Józef Piłsudski.